# San José del Álamo
San José del Álamo är en ort i Mexiko.   Den ligger i kommunen Sinaloa och delstaten Sinaloa, i den västra delen av landet, 1 100 km nordväst om huvudstaden Mexico City. San José del Álamo ligger 222 meter över havet och antalet invånare är 110.
Terrängen runt San José del Álamo är kuperad åt nordost, men åt sydväst är den platt. Runt San José del Álamo är det glesbefolkat, med 18 invånare per kvadratkilometer. Närmaste större samhälle är Bacubirito, 8,3 km nordväst om San José del Álamo. I omgivningarna runt San José del Álamo växer huvudsakligen savannskog.